# らいげい (潜水艦)
 らいげい （ローマ字：JS Raigei, SS-516）は、海上自衛隊の潜水艦。たいげい型潜水艦の4番艦。艦名の「らいげい」は漢字では「雷鯨」と書く。日本の艦艇名としては旧海軍を通して初の命名である。1～3番艦と同様、女性乗員最大6人のための専用の居住エリアが就役時からあらかじめ設けられる。機関は本艦から、新型の川崎12V 25/31型ディーゼル機関を初めて採用する。
本記事は、本艦の艦暦について主に取り扱っているため、性能や装備等の概要についてはたいげい型潜水艦を参照されたい。

## 艦歴
「らいげい」は、中期防衛力整備計画（31中期防）に基づく令和2年度計画3000トン型潜水艦8131号艦として、川崎重工業神戸工場で2021年3月26日に起工され、2023年10月17日に同工場で挙行された命名・進水式において、「らいげい」と命名された。艤装や各種試験を実施し終え、2025年3月6日に就役し第1潜水隊群第1潜水隊に編入され、呉基地に配備された。

### 歴代艦長
| 代       | 氏名     | 在任期間              | 出身校・期 | 前職             | 後職         | 備考     |
| 艤装員長 | 艤装員長 | 艤装員長              | 艤装員長   | 艤装員長         | 艤装員長     | 艤装員長 |
| -------- | -------- | --------------------- | ---------- | ---------------- | ------------ | -------- |
| -        | 早川大士 | 2023.10.17 - 2025.3.5 |            |                  | らいげい艦長 |          |
| 艦長     |          |                       |            |                  |              |          |
| 1        | 早川大士 | 2025.3.6 -            |            | らいげい艤装員長 |              |          |